# Sphaerophoria tinae
Sphaerophoria tinae är en tvåvingeart som beskrevs av Violovitsh 1976. Sphaerophoria tinae ingår i släktet sländblomflugor, och familjen blomflugor. Inga underarter finns listade i Catalogue of Life.